# Chiropterotriton chondrostega
Chiropterotriton chondrostega е вид земноводно от семейство Безбелодробни саламандри (Plethodontidae). Видът е застрашен от изчезване.

## Разпространение
Разпространен е в Мексико.

## Описание
Популацията на вида е намаляваща.